# Hilding Rosenberg

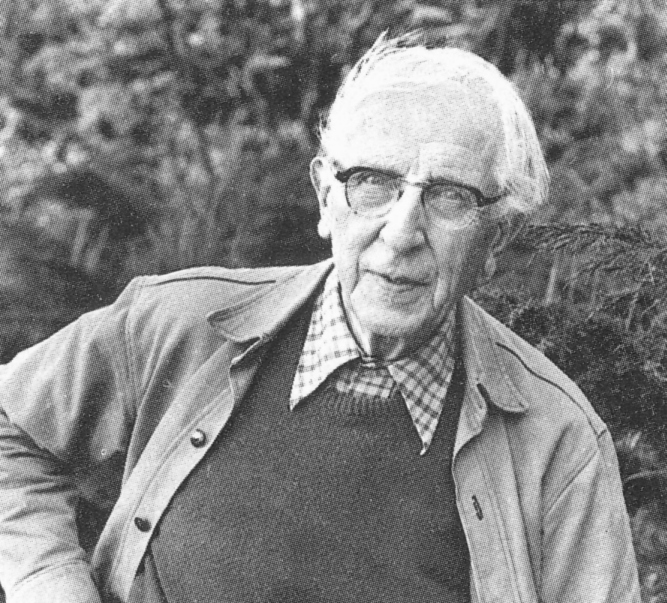
Hilding Rosenberg.

Hilding Constantin Rosenberg (1892 — 18 de Maio de 1985[carece de fontes?]) foi um músico sueco. Sofreu forte influência de Paul Hindemith e Arnold Schoenberg e posteriormente adotou o serialismo. Foi autor de óperas, balés, seis sinfonias e 12 quartetos de cordas.[carece de fontes?] Atuou também como regente na Ópera Real de Estocolmo.[carece de fontes?]